# Diamond Dallas Page
Page Joseph Falkinburg (født 5. april 1956) er en tidligere amerikansk fribryder, der opnåede enorm popularitet som Diamond Dallas Page.

## Biografi

### De tidlige år
Page har en af de mest besynderlige karrierer i wrestling historien. Han forsøgte i 1979 (23 år gammel) at blive wrestler i Canada. Han indså dog at han ikke havde hvad der skulle til, og opgav drømmen. I 1987 optrådte han gratis på WrestleMania III, og kørte Honkey Tonk Man til ringen. Et job Page blev tilbudt ved et tilfælde, og takkede ja til pga. sin kærlighed for wrestling. Page besluttede sig for at blive manager indenfor wrestling, da han indså det nok var for sent at blive wrestler.

### World Championship Wrestling
Page blev kendt som Diamond Dallas Page, og fungerede som manager for Scott Hall, der på det tidspunkt wrestlede som The Diamond Studd i 1991. Herefter blev han manager for det populære hold, Fabulous Freebirds.
Page ombestemte sig, og besluttede sig alligevel for at give en wrestling karriere et skud, selv i slutningen af sine 30'ere. Han taggede blandt andet med Kevin Nash en kort periode, som dengang wrestlede som Vinnie Vegas. Page var ikke ret succesfuld og tabte rigtig mange kampe. DDP begyndte at kæmpe med sin kone Kimberly ved ringside. Han havde også en bodyguard som altid hjalp ham med at vinde nogle armbrydnings konkurrencer han udfordrede andre wrestlere til.
I 1995 begyndte det dog at gå frem ad, da Page vandt sin første titel indenfor wrestling, TV titlen fra Renegade. Page indledte en fejde med Marc Mero som vandt Kimberly fra DDP ved WCW World War 3, måneden efter han også havde snuppet DDPs TV titel. Page begyndte at blive mere og mere succesfuld, og vandt faktisk en turnering om en titel kamp mod verdensmesteren, men da nWo dukkede op i WCW gik denne titel kamp tabt. Nash og Hall, der var ledere i nWo, begyndte at hjælp DDP i hans kampe da de begge var tidligere tag team makkere med ham. DDP brød sig dog ikke om denne hjalp, og Nash og Hall angreb ham brutalt en dag. I 1997 blev Page virkelig populær blandt fans, da han stod i front sammen med Sting om at bekæmpe det onde nWo. DDP havde en række klassiske kampe med Randy Savage, men Page blev som regel besejret da hans modstandere fik hjælp af nWo. Ved WCW Starrcade 1997 vandt Page U.S. titlen fra Curt Hennig, og inden året var omme blev han kåret som årets wrestler i WCW. I 1998 blev DDP endnu mere populær, og han fik tilnavnet The People's Champ, som han delte med WWF wrestleren The Rock. I sommeren 1998 begyndte Page at danne makkerpar med basketball spilleren Karl Malone, og de to fortsatte med at gøre livet surt for nWo, og hjalp bl.a. Goldberg med at vinde WCW titlen fra Hulk Hogan, ved at holde nWo medlemmer væk fra ringen. DDP vandt WarGames ved WCW Fall Brawl 1998, der det år for første gang blev afholdt som en kamp hvor alle wrestlerne kæmpede selvstændigt, og ikke som hold. DDP fik en titel kamp mod Goldberg ved WCW Halloween Havoc 1998, men vandt ikke kampen. 6 måneder senere lykkedes det dog endeligt, da Diamond Dallas Page i en alder af 44, vandt verdensmesterskabet ved WCW Spring Stampede 1999 fra Hulk Hogan. DDP blev dog en "bad guy" og mistede titlen til Kevin Nash, måneden efter. DDP dannede trioen Jersey Triad med Bam Bam Bigelow og Chris Kanyon, der sammen med Chris Benoit og Perry Saturn leverede nogle af de bedste kampe i 1999. DDP vendte tilbage, efter en længere pause, i 2000 da Vince Russo og Eric Bischoff overtog. Her blev han medlem af de gode, Millionaire's Club, der bekæmpede New Blood. DDP fejdede med verdensmesteren Jeff Jarrett, og vandt for anden gang verdensmesterskabet. DDP mistede dog titlen på besynderlig vis, da David Arquette (en filmstjerne) vandt titlen, selvom han par samme side som DDP. Bæltet blev sat på spil ved WCW Slamboree 2000 mellem Arquette, Jarrett og DDP i en Triple Cage kamp, der bestod af tre bure oven på hinanden. Jarrett vandt kampen, da Arquette forrådte DDP. Mike Awesome gav også Jarrett hjælp og truede med at smide DDP ned fra buret, men DDP fik hjælp fra sin tidligere Jersey Triad makker, Chris Kanyon. Kanyons hjælp var dog forgæves, da Mike Awesome kastede Kanyon ud fra buret og gjorde ham "krøbling". DDP indledte en fejde med Mike Awesome, men blev her forrådt af sin makker Kanyon. DDP forlod WCW efter tre af hans nærmeste havde forrådt ham (hans kone Kimberly, kostede ham WCW titlen ved WCW Spring Stampede 2000). DDP dukkede først op i efteråret, da han sammen med Kevin Nash dannede The Insiders. Sammen vandt de WCW tag titlerne. Ved WCW Greed 2001 forsøgte DDP at tage titlen fra den psykopatiske Scott Steiner, men det lykkedes ikke.

### World Wrestling Federation/Entertainment
DDP var en af de wrestlere der blev tilbudt en kontrakt af WWE (dengang WWF), da WCW blev opkøbt. DDP var en af kun to tidligere WCW main eventere (den anden var Booker T) der blev bragt ind som medlemmer af WCW Alliancen mod WWF i 2001. DDPs karriere og rygte blev fuldstændig vandaliseret af WWF, da de gav ham rollen som en skør mand der var besat af Undertakers kone, og det endte endda med at DDP blev besejret af Undertakers kone. Den eneste værdige succes at nævne i denne periode, var da Kanyon og DDP vandt tag titlerne, og forsvarede dem ved WWE Summerslam 2001 i et bur, mod Undertaker og Kane. DDP blev igen en "good guy", men fik igen en rolle der ikke passede til den rebelse Page man så i WCW. Denne gang blev han en altid smilende og positiv mand, der altid prøvede at få det bedste frem i selv dårlige øjeblikke. DDP vandt den Europæiske titel og forsvarede den ved WrestleMania X8, men ellers skete der ikke rigtig noget. DDP forlod WWE i maj 2002 grundet en nakkeskade.

### Total Nonstop Action
DDP dukkede op i TNA i 2004 som main eventer, og fejdede mod folk som Monty Brown og Jeff Jarrett. Han forlod dog firmaet igen i 2005.

### Privat
DDP er ikke længere gift med Kimberly Page. Han er ordblind, og støtter i dag ordblinde ved at donere enorme beløb til børn med disse problemer. DDP udøver dagligt Yoga, og har medvirket i en række film siden han stoppede som wrestler, men også mens han wrestlede. Her kan Ready to Rumble og Devil's Rejects bl.a. nævnes.